# CD49d
CD49d és una subunitat de la integrina alfa. Compon la meitat del receptor limfocític α4β1.

## Interaccions
La CD49d ha demostrat que interacciona amb la LGALS8 i la Paxillin.